# Melolontha pinguis
Melolontha pinguis är en skalbaggsart som beskrevs av Walker 1859. Melolontha pinguis ingår i släktet Melolontha och familjen Melolonthidae. Inga underarter finns listade i Catalogue of Life.